# MultiCam

O padrão MultiCam

O MultiCam é um padrão de camuflagem projetado para uso em uma ampla gama de ambientes e condições, que foi desenvolvido e produzido pela empresa americana Crye Precision. Como resultado da eficácia comprovada do padrão em diferentes ambientes e regiões, ele encontrou ampla adoção globalmente. Variantes dele, algumas sem licença, estão em uso por forças armadas no mundo todo, particularmente por unidades de forças especiais.
O padrão também está disponível para compra para uso civil. Derivados do padrão original, variantes adicionais especificadas foram desenvolvidas e posteriormente introduzidas no final de 2013, que são "Árido", "Trópico", "Alpino" e "Preto".

## História
Revelada e projetada pela primeira vez em 2002, a MultiCam foi criada para uso do Exército dos EUA em diversos ambientes, estações, elevações e condições de luz. É um padrão de camuflagem multiambiente de sete cores desenvolvido pela Crye Precision em conjunto com o United States Army Soldier Systems Center. O padrão MultiCam está disponível para venda comercial a civis.
O padrão foi incluído na iniciativa do Exército dos EUA de substituir os padrões de três cores Deserto e Floresta, mas em 2004 perdeu para o Padrão de Camuflagem Universal (UCP), que passou a ser usado no Uniforme de Combate do Exército. No entanto, ele continuou em uso limitado pelas forças especiais do Exército dos EUA em meados e no final dos anos 2000 no Iraque e no Afeganistão. A MultiCam também foi continuamente testada para suas demonstrações do programa "Future Force Warrior".
O MultiCam foi oficialmente recomissionado pelo Exército dos EUA em 2010, substituindo o UCP para unidades destacadas para lutar na Guerra do Afeganistão, sob a designação Operação Enduring Freedom Camouflage Pattern (OEF-CP). Já havia sido usado por algumas unidades de operações especiais americanas e agências civis de aplicação da lei. O Exército Americano interrompeu o uso do UCP em outubro de 2019.
Uma versão do MultiCam foi adotada pelas forças armadas do Reino Unido como o Padrão Multi-Terreno (MTP), substituindo sua camuflagem DPM anterior. O MTP mantém a paleta de cores do MultiCam, mas incorpora formas semelhantes ao esquema DPM anterior. Depois de usar o esquema MultiCam no Afeganistão, a Austrália também adotou sua própria versão, combinando o padrão MultiCam com a paleta de cores do seu padrão anterior DPCU/Auscam.
Em 25 de novembro de 2013, a Crye Precision revelou uma família de variantes MultiCam, que eles afirmam poder reduzir a assinatura visual e infravermelha próxima de uma pessoa operando em ambientes diferentes. Existem 4 variantes da MultiCam original. O primeiro é árido, para usuários que operam em ambientes desérticos . O segundo é o tropical, para usuários que operam em ambientes de selva densa e áreas que consistem predominantemente de vegetação exuberante que permanece relativamente pouco afetada por mudanças sazonais. O terceiro é o alpino, para usuários que operam em ambientes cobertos de neve e deve ser usado em todas as áreas de operação que recebem queda de neve significativa. O último é o preto, que atende aos requisitos exclusivos das unidades táticas policiais que operam em ambientes de alto risco e projeta uma presença distintamente autoritária, apropriada para operações domésticas.

## Aparência

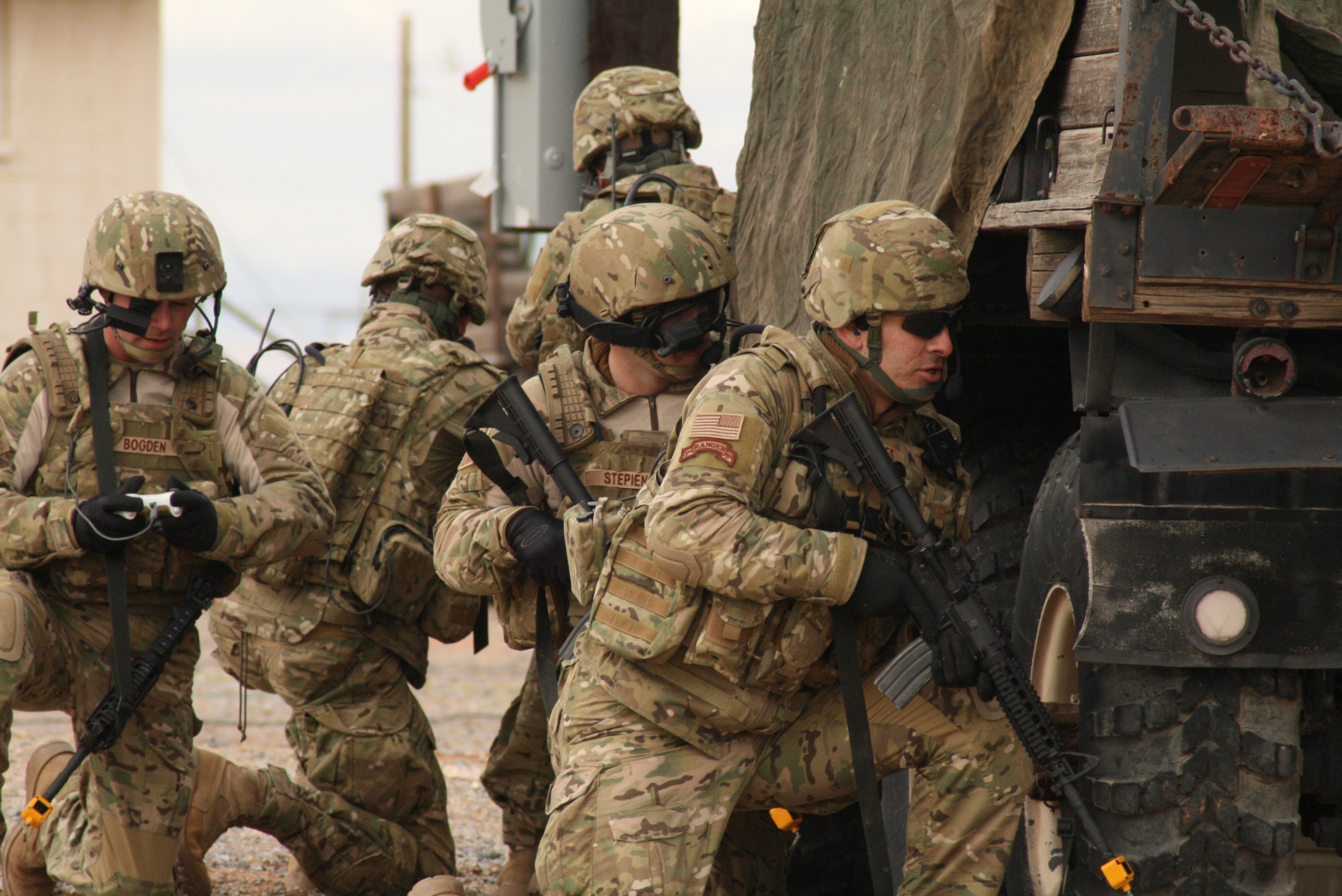
Rangers do 3º Batalhão, 75º Regimento Ranger usando MultiCam durante demonstração do projeto Future Force Warrior em Fort Bliss, no Texas, em fevereiro de 2007.

O MultiCam tem um fundo com um gradiente de marrom a bege claro, sobreposto com um gradiente de verde-escuro, verde-oliva e verde-limão e uma camada superior de formas opacas de marrom-escuro e creme espalhadas por todo o padrão. Isso permite que a aparência geral mude de predominantemente verde para predominantemente marrom em diferentes áreas do tecido, ao mesmo tempo em que tem formas menores para quebrar as áreas maiores do fundo.
O esquema de cores MultiCam em tripleto hexadecimal é o seguinte: (i) Creme 524 B8A78B; (ii) Marrom-Escuro 530 48352F; (iii) Bege 525 967860; (iv) Marrom 529 6F573F; (v) Verde-Escuro 528 5A613F ; (vi) Verde-Oliva 527 8C7D50; e (vii) Verde-Claro 526 85755C.